# Antena intel·ligent
Les antenes intel·ligents (també conegudes com a antenes de matriu adaptativa, matrius d'antenes digitals, antenes múltiples i, recentment, MIMO) són matrius d'antenes amb algorismes de processament de senyal intel·ligents que s'utilitzen per identificar signatures de senyal espacial com la direcció d'arribada (DOA) del senyal i utilitzeu-los per calcular vectors de formació de feix que s'utilitzen per rastrejar i localitzar el feix de l'antena al mòbil/objectiu. Les antenes intel·ligents no s'han de confondre amb les antenes reconfigurables, que tenen capacitats similars però són antenes d'un sol element i no matrius d'antenes.
Les tècniques d'antena intel·ligent s'utilitzen sobretot en el processament de senyals acústics, radars de rastreig i rastreig, radioastronomia i radiotelescopis, i sobretot en sistemes cel·lulars com W-CDMA, UMTS i LTE i 5G-NR.
Les antenes intel·ligents tenen moltes funcions: estimació de DOA, formació de feix, anul·lació d'interferències i preservació constant del mòdul.

## Estimació de la direcció d'arribada (DOA)
El sistema d'antena intel·ligent estima la direcció d'arribada del senyal, utilitzant tècniques com MUSIC (Multiple SIgnal Classification), estimació de paràmetres del senyal mitjançant algorismes de tècniques d'invariància rotacional (ESPRIT), mètode Matrix Pencil o una de les seves derivades. Implica trobar un espectre espacial de la matriu d'antenes/sensors i calcular el DOA a partir dels pics d'aquest espectre. Aquests càlculs són computacionalment intensius.
Matrix Pencil és molt eficient en el cas de sistemes en temps real, i sota les fonts correlacionades.

## Formació de feixos
La formació de feix és el mètode utilitzat per crear el patró de radiació de la matriu d'antenes afegint de manera constructiva les fases dels senyals en la direcció dels objectius/mòbils desitjats i anul·lant el patró dels objectius/mòbils que són objectius no desitjats/interferents. Això es pot fer amb un senzill filtre de línia de retard de resposta a impulsos finits (FIR). Els pesos del filtre FIR també es poden canviar de manera adaptativa i utilitzar-los per proporcionar una formació de feix òptima, en el sentit que redueix l'error quadrat mitjà mínim entre el patró de feix desitjat i el real format. Els algorismes típics són el descens més pronunciat i els algorismes de mínims quadrats mitjans. En matrius d'antenes digitals amb diversos canals, utilitzeu la formació de feix digital, normalment per DFT o FFT.

## Tipus d'antenes intel·ligents
Dos dels principals tipus d'antenes intel·ligents inclouen antenes intel·ligents de feix commutat i antenes intel·ligents de matriu adaptativa. Els sistemes de feix commutat tenen diversos patrons de feix fix disponibles. Es pren una decisió sobre a quin feix accedir, en un moment donat, en funció dels requisits del sistema. Les matrius adaptatives permeten que l'antena dirigi el feix cap a qualsevol direcció d'interès alhora que anul·la els senyals interferents. La direcció del feix es pot estimar mitjançant els anomenats mètodes d'estimació de la direcció d'arribada (DOA).
El 2008, la NTIA dels Estats Units va iniciar un esforç important per ajudar els consumidors a comprar caixes convertidores de televisió digital. Gràcies a aquest esforç, moltes persones han estat exposades per primera vegada al concepte d'antenes intel·ligents. En el context de l'electrònica de consum, una "antena intel·ligent" és aquella que s'ajusta a la interfície estàndard EIA/ CEA-909.
El 2017, les indústries aeroespacials israelianes van presentar una antena de matriu adaptativa anomenada ADA i va declarar que ja està operativa i que s'instal·larà a les "plataformes principals" utilitzades per les Forces de Defensa d'Israel.

## Elecció limitada d'antenes intel·ligents EIA/CEA-909A al mercat
Abans de la transició final a la televisió digital ATSC als Estats Units l'11 de juny de 2009, es van llançar al mercat dos models d'antena intel·ligent:
- RCA ANT2000: ja no està disponible als minoristes
- DTA-5000: fabricat per Funai Electric, comercialitzat amb la marca "DX Antenna", de vegades associat amb la marca Sylvania; ja no està disponible als minoristes

I dos models estan causant confusió al consumidor:
- Tot i que l'Apex SM550 és capaç de connectar-se a un port CEA-909 amb el propòsit de treure energia elèctrica, no és una autèntica antena intel·ligent.
- Les sèries Channel Master 3000A i CM3000HD SMARTenna són antenes omnidireccionals amplificades convencionals, no antenes intel·ligents orientables.
- ADA: una antena adaptativa produïda per la fàbrica MLM de Israel Aerospace Industries.

## Ampliació d'antenes intel·ligents
Els sistemes d'antena intel·ligent també són una característica definidora dels sistemes MIMO, com l'estàndard IEEE 802.11n. Convencionalment, una antena intel·ligent és una unitat d'un sistema de comunicació sense fil i realitza un processament de senyal espacial amb múltiples antenes. Es poden utilitzar diverses antenes tant al transmissor com al receptor. Recentment, la tecnologia s'ha ampliat per utilitzar les múltiples antenes tant al transmissor com al receptor; aquest sistema s'anomena sistema de múltiples entrades i sortides múltiples (MIMO). Com a tecnologia d'antena intel·ligent estesa, MIMO admet el processament d'informació espacial, en el sentit que la investigació convencional sobre antenes intel·ligents s'ha centrat en com proporcionar un avantatge de formació de feix digital mitjançant l'ús del processament de senyal espacial en canals sense fil. El processament d'informació espacial inclou la codificació d'informació espacial, com ara la multiplexació espacial i la codificació de diversitat, així com la formació de feixos.